# Francesc Soler (músic)
Francesc Soler (Mont-roig del Camp, ca. 1645 - Girona, 1 de maig del 1688) fou un compositor i mestre de capella català.
Se saben poques coses del seu origen i formació. Francesc Bonastre, basant-se en informacions de Francesc Civil, creu que va néixer a Mont-roig del Camp (Baix Camp, Tarragona) entre 1640 i 1650. Entre 1680 i 1682 fou mestre de capella de la catedral de Vic, fins que el 1682 és elegit mestre de capella de la catedral de Girona, després de la jubilació de Felip Parellada i la renúncia de Joan Jansana, càrrec que exercí fins a la mort, el 1688.
De la seva obra, del tot catalogada per Francesc Bonastre, es conserven bàsicament les que va escriure en la seva etapa gironina, 113 en total: 63 obres en llatí, entre les quals destaquen una dotzena de misses (una missa a vuit veus incompleta, una missa a deu veus amb instruments de corda, una Missa pro defunctis a vuit veus...), un Magnificat a deu veus, un Pange lingua a tres veus, Laudate Dominum a nou veus, una Salve regina a deu veus, Ecce Virgo concipiet a quatre veus, o unes Completes a quinze, el 1686; i 52 en romanç (bàsicament en castellà), sobretot villancicos, com Oh admirable Sacramento, a quatre veus, Vamos ya todos a set veus, Dios del amor a vuit veus, Hola, atención a onze veus, Vengan, oigan a catorze veus, Atender sin mirar, Suenan los clarines i Ayo Antón un vilancet "de negres "a vuit veus...
Les Completes a quinze, editada per Bonastre, s'estrenaren el 1686 en motiu de la victòria de la ciutat de Girona sobre els francesos de 1684. També s'hi escoltaren una missa i un vilancet a Sant Narcís, de Francesc Soler, que encara són inèdits. Fou una gran festa ciutadana.